# شیر محمد مری
شیرمحمد مری (بلوچی: میر شیر محمد مری) یک ناسیونالیست بلوچ که از کهلو ایالت بلوچستان، پاکستان بود. شیر محمد رئیس قبیله مری و در اوایل رهبر جنبش پراری که منجر به تشکیل ارتش آزادی بخش بلوچستان شد، بود. او به‌طور مکمل علاقه‌مند مبارزه مسلحانه برای بدست آوردن حقوق مردم بلوچ بود و ارتباط‌های بسیار نزدیک با دولت چپ در کابل و مسکو داشت. بابو شیرو یک فرمانده نظامی شناخته شده بود. شیر محمد مری را به نام‌های بابو شیرو، قوچ مرری، جینرال شیروف و پلنگ بلوچ می‌شناختند.

## شورش‌های مسلحانه
شیر محمد مری اولین بلوچ، که مبارزات مسلحانه بلوچها را به شکل جدید با پیروی از تاکتیک‌های جنگ چریکی مدرن، علیه دولت رهبری می‌کرد بود. در اوایل دهه ۶۰ میلادی پراری (مبارزان)، مبارزان مسلح او در منطقه مری به فرماندهی او و در منطقه جهلهوان تحت رهبری میرعلی محمد منگل حملات را بالای نیروهای مسلح پاکستان آغاز کردند. این مبارزات تا سال ۱۹۶۷ ادامه داشت، که با اعلام عفو عمومی به پایان رسیدند.
در سال ۱۹۷۳ شیرمحمدمری بخاطری نقش در مبارزات مسلحانه علیه دولت ذوالفقار علی بوتو دستگیر شد، در اواخر ده ۷۰ میلادی شیرمحمد مری به کشور همسایه، جمهوری دموکراتیک افغانستان تبعید شد. پس از سقوط دولت کمونیستی در افغانستان، مری دوباره به پاکستان بازگشت، اما در عین بازگشت جنبش ناسیونالیستی بلوچ مملو از بی نظمی یافت. سرانجام شیرمحمد مری در ۱۱ می سال ۱۹۹۳ در یکی از بیمارستان‌های شهر بمبئی کشور هندوستان بر اثری بیماری درگذشت.